# Hôtel Boffrand
L’hôtel Boffrand ou hôtel Chaban est un ancien hôtel particulier situé au no 24, place Vendôme, dans le 1er arrondissement de Paris.
Il est construit par et pour l’architecte Germain Boffrand de 1713 à 1715, et, après avoir appartenu à la famille Mouchard de Chaban, à la famille de Boyve, à la famille Michau de Montblin, puis à la famille d’Orglandes, il est aujourd’hui, la propriété du groupe Richemont, détenteur notamment, du joaillier Van Cleef & Arpels.

## Situation
Situé au nord-est de la place, il est mitoyen de l'hôtel de Ségur au no 22, et de l'hôtel de Nocé au no 26.

## Historique

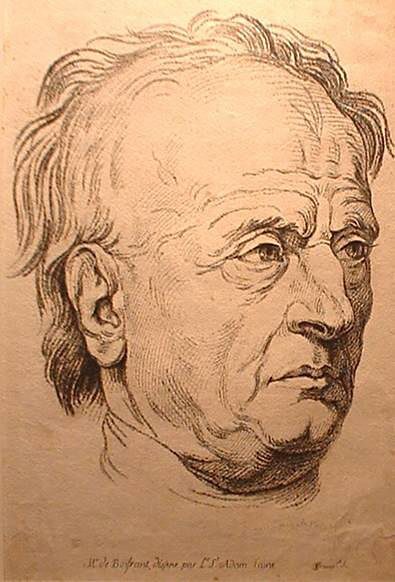
Germain Boffrand

La parcelle est acquise par l’architecte Germain Boffrand, qui s’y construit un hôtel entre 1713 et 1715. Il le revend à peine terminé à Thomas Quesnet, commis aux finances. Celui-ci s’en sépare en 1724, en faveur du comte Séraphin Rioult de Curzay, receveur général des finances du Poitou.
Ce dernier s’y éteint en 1738 et l’hôtel est vendu par sa fille en 1746, à Nicolas Mouchard de Chaban. Le fils de ce dernier en hérite après sa disparition, et le loue de 1787 à 1793, à Jean-Baptiste-François Gigot d’Orly, qui y installe notamment, son important cabinet d’histoire naturelle.
Après la Révolution, l’hôtel est acquis par Jacques-Jules Michau de Montblin qui le loue à la famille de Boyve. Ceux-ci y installent une pension de famille, dans laquelle descend, le 1er septembre 1824, l’alpiniste britannique Anne Lister.
Albertine-Aline d’Orglandes, née Michau de Montblin, hérite la propriété de son père et les descendants de celle-ci la conserve jusqu’au début du XXe siècle.
De 1904 à 1913, la maison d’orfèvrerie Cardeilhac s’installe au rez-de-chaussée, suivie par la verrerie de René Lalique. 
De 1914 à 1929, le premier étage est occupé par les salons de la maison de couture de George Dœuillet, puis de 1931 à 1933, par la maison de couture Agnès-Drecoll et la maison Gruignon-Hennequin. La banque de la Seine, occupe également le deuxième étage et le bâtiment sur la rue Danielle-Cazanova de 1924 à 1928.
Aujourd’hui l’hôtel est occupé par la boutique de joaillerie Van Cleef & Arpels et par le siège de société de gestion d'actifs, Carmignac.

## Protection
L’hôtel est inscrit partiellement aux monuments historiques pour sa façade, par arrêté du 6 mai 1927.